# Quercus vacciniifolia
Quercus vacciniifolia — вид рослин з родини букових (Fagaceae); поширений на південному заході США. Видовий епітет вказує на подібність до листя Vaccinium.

## Опис
Кущ, низькорослий, часто розпростертий, до 1.5 м заввишки. Гілочки червонувато-коричневі, гнучкі, від голих до рідко запушених. Листки вічнозелені, довгасто-яйцюваті, 10–30 × 7–15 мм, тонкі, шкірясті; основа від трохи закругленої до гострої; верхівка гостра або рідко тупа; поля цілісні або нечітко і нерегулярно зубчасті; верх тьмяно-сіро-зелений, голий або мало-запушений зірчастими волосками; низ білувато-зелений з восковим шаром, голий або трохи запушений зірчастими волосками. Жолуді поодинокі або рідко в парі, довжиною 0.8–1.7 см, загострені, досить вузькі; чашечка тонка, неглибока, шириною 1–1.5 см, сріблясто-коричнево запушена.
Цвіте на початку літа.

## Середовище проживання
Поширення: США (Каліфорнія, Орегон, Невада).
Населяє сухі хребти, круті схили та скелясті ділянки від гірської хвойної зони майже до лінії дерев. Росте на висотах 150–2900 м.

## Використання
Багато видів тварин використовують в їжу цей дуб, в тому числі американський олень чорнохвостий використовує листя чагарнику, а багато птахів і ссавців, включаючи американського чорного ведмедя, їдять його жолуді.

## Загрози й охорона
Пожежогасіння та наслідки лісозаготівель продовжують загрожувати цілісності змішаного лісу, членом якого є цей дуб. Однак цей чагарник численний. Наступною можливою загрозою є зміна клімату.